# Oddone di Savoia
Oddone di Savoia (1010/1020 – Torino, 19 gennaio 1057) fu marchese di Torino e conte di Savoia dal 1046, oltre che conte d'Aosta e Moriana a seguito della morte del fratello Amedeo I nel 1051. Fu il capostipite dei Savoia in Italia.

## Origine
Oddone era il figlio quartogenito del Conte di Moriana e del Chiablese, Umberto I Biancamano e di Ancilia o Ancilla d'Aosta, come ci viene confermato dal documento n° XXVII de Il conte Umberto I (Biancamano) e il re Ardoino: ricerche e documenti.
Umberto I Biancamano, secondo la cronaca di Giovanni d'Orville soprannominato Cabaret, era figlio di un certo Beroldo di Sassonia, nipote di Ottone II di Sassonia, quindi il bisnonno di Biancamano altri non era che l'imperatore Ottone I. La madre era Caterina di Schiren o di Baviera.
Di Ancilia d'Aosta non si conoscono esattamente gli ascendenti, ma sussistono diverse teorie:
- Ancilia d'Aosta (o Ancilla o Auxilia), figlia di Anselmo d'Aosta e di Aldiud, secondo lo storico Charles Previté-Orton[3], confermato indirettamente da Rodolfo il Glabro, quando parla di suo figlio Burcardo, prima vescovo di Aosta, poi di Lione (Burcardo III) ed infine rettore laico dell'Abbazia territoriale di San Maurizio d'Agauno, secondo Rodolfo il Glabro[4] ed infine dal documento n° XLI de Il conte Umberto I (Biancamano) e il re Ardoino : ricerche e documenti del 1052, in cui l'altro figlio, Aimone, si dichiara nipote di Ulrico, fratello di Ancilia (avunculo meo comite Oudolrico)[5];
- Ancilia di Nyon (o Ancilla o Auxilia), figlia di Anselmo di Nyon e di Aldiud,[6];
- Ancilia di Lenzbourg (o Ancillia di Lensbourg), (974-?), figlia di Arnold Von Schannis, maggiordomo della casata di Borgogna, secondo le Europäische Stammtafeln[7][8].

## Biografia
Si hanno scarsissime notizie di lui, e anche le date di nascita (o 1010, o 1020) e di morte (o 1056, o 1060) sono incerte.
Oddone compare citato assieme al padre Umberto, i fratelli, la moglie Adelaide, i propri figli, in alcuni documenti:
- il n° XXVII de Il conte Umberto I (Biancamano) e il re Ardoino : ricerche e documenti, datato 1040, in cui suo padre, Umberto fece una donazione ai canonici della chiese di Sant'Orso e San Giovanni di Aosta, con l'approvazione dei quattro figli, Oddone, Amedeo, Aimone e Burcardo (Oddo, Amedeus comes, Aymo Sedunensis episcopus, Brochardus filius Huberti comitis) e del nipote, Pietro (Petrus marchio filius Odonis)[2]
- il n° 212 del Cartulaire de l'abbaye de Saint-André-Le-Bas-de-Vienne, datato 1046 controfirmò (Odo marchio), assieme al fratello Amedeo (Domni Amedei comitis) una donazione di Aimone (Domni Aimoni Sedunensis episcopi, molto probabilmente il fratello Aimone)[9]
- il n° XXXV de Il conte Umberto I (Biancamano) e il re Ardoino : ricerche e documenti, datato 1051, in cui Oddone (Odo marchio) fece una donazione in suffragio dell'anima del padre (pro remedio animae patris mei Humbertus comes)[10]
- il n° VII de Le carte della prevostura d'Oulx raccolte e riordinate cronologicamente fino al 1300, datato 1057, in cui Oddone, assieme alla moglie, Adelaide ed ai figli Pietro, Amedeo e le figlie (Oddo et uxor mea Adalaicis et filii mei Petrus Admedeus et filie mee), fece una donazione alla chiesa di Oulx[11].

Alla morte del padre, Umberto, tra il 1047 ed il 1048, suo fratello Amedeo, il primogenito, gli succedette in tutti i suoi titoli.
Dopo la morte del fratello, Amedeo, avvenuta dopo il 12 dicembre 1051, inumato, secondo lo storico Samuel Guichenon, nel suo Histoire généalogique de la royale maison de Savoie nella cattedrale di San Giovanni di Moriana, siccome il figlio primogenito, Umberto, gli era premorto ed il secondogenito, Aimone era un ecclesiastico (forse, anche lui premorto al padre) i suoi titoli passarono a Oddone.
Il documento n° 3 del Petit cartulaire de l'abbaye de Saint-Sulpice en Bugey, ci conferma che una donazione ai canonici dell'abbazia fu fatta, nel mese di gennaio alla presenza di Oddone (Odonem, merchionem).
Oddone, ereditati i domini in Savoia, li ampliò grazie al matrimonio con Adelaide, marchesa di Torino e di Susa, titolo che aveva ereditato dal padre Olderico Manfredi II. Questo matrimonio con Adelaide fu molto importante per i Savoia.
Fino a quel momento essi si erano impegnati ad espandersi soprattutto al di là delle Alpi ma ora iniziarono la loro opera di espansione in Italia. Oddone aggiunse ai possedimenti ereditati dal fratello la vasta marca di Torino, che comprendeva, oltre alla contea di Torino, anche le contee di Alba, di Albenga, di Asti e di Ventimiglia. Così l'unione tra Oddone e Adelaide fu particolarmente proficua: l'estensione dei loro domini, avendo stretto insieme le forze, era davvero ragguardevole dominando, nel complesso, territori aventi la dimensione di un regno anche se vari piccoli domini vi s'interponevano, e qui si incontrava un marchesato, qua un ducato, là una contea appartenenti a feudatari minori.
Oddone di Savoia morì giovane, probabilmente nel 1057, secondo il Regesta comitum Sabaudiae, morì a Torino il 19 gennaio (XIV Kal Feb depositio Dnis Oddonis Marchionis) (invece, secondo lo storico C. W. Previté-Orton, nel suo The early history of the house of Savoy (1000-1233), morì il 21 maggio 1060) e lasciò tutti i figli pressoché bambini affidati alla reggenza della moglie poco più che quarantenne; tutt'oggi la salma di Oddone riposa nella Cattedrale di San Giovanni Battista a Torino. Adelaide di Torino, oltre che al marito, sopravvisse anche ai figli e mantenne di fatto il potere, reggente prima per i figli, Pietro e Amedeo, poi per il nipote, Umberto, fino alla morte, avvenuta nel 1091, 31 anni dopo quella del marito. Ricca e potente, aveva anche una grande attitudine a governare.

## Matrimonio e discendenza
Oddone, nel 1046, aveva sposato Adelaide, marchesa di Torino e di Susa, come ci conferma Samuel Guichenon; il matrimonio viene confermato anche dall'Annalista Saxo, quando parla della figlia Berta (Berta, filiam Ottonis marchionis de Italia et Adheleidis). Adelaide era al suo terzo matrimonio; in prime nozze aveva sposato, nel 1037, il duca di Svevia, Ermanno IV, al quale non aveva dato figli, il matrimonio viene confermato anche dal Herimanni Augiensis Chronicon (Hermannus quoque dux Alamanniæ marcham soceri sui Maginfredi in Italia ab imperatore accepit); rimasta vedova nel 1038, si era risposata, in seconde nozze, nel 1042 col marchese del Monferrato Enrico, matrimonio che viene confermato da una donazione a S. Antonino (Henricus marchio filius quondam Wilielmi similiter marchioni et Adalena comitissa jugales), come riporta Il conte Umberto I (Biancamano) e il re Ardoino : ricerche e documenti.
Assidua corrispondente di papi e letterati, Adelaide nei panni della suocera fece paura persino all'imperatore Enrico IV, minacciandolo di chiudergli il valico del Colle del Moncenisio se quello avesse ripudiata la moglie Berta, che ben poco aveva della grinta materna. Infatti quando l'imperatore aveva dovuto marciare verso Roma, era stato costretto a chiederle il passaggio attraverso le sue terre. Adelaide non glielo aveva negato: si era limitata a chiedere in compenso del favore, una provincia transalpina che andasse ad arricchire i suoi possedimenti.

Oddone dalla moglie Adelaide ebbe cinque figli:
- Pietro[11] (1047 - 1078), primo successore di Oddone di Savoia
- Amedeo[11] (1048 - 1080), succederà al fratello Pietro
- Berta (1051 - 1087), sposò a quattordici anni Enrico IV[19] re e poi Imperatore del Sacro Romano Impero (fu a lui promessa in sposa già all'età tre anni)
- Adelaide (1052 - 1079), come confermato dai Bertholdi Annales divenne moglie di Rodolfo di Svevia[24] il quale nel 1077 fu eletto da alcuni principi tedeschi re dei romani in opposizione ad Enrico IV.
- Oddone( † tra il 1095 ed il 1099), citato da Samuel Guichenon[25]; erroneamente considerato vescovo di Asti[26]

### Fonti primarie
- (LA) Georg Heinrich Pertz (a cura di), Annales et chronica ævi Salici, in Monumenta Germaniæ Historica, volume V, Hannover, Impensis Bibliopolii Aulici Hahniani, 1844. URL consultato il 2 novembre 2019 (archiviato dall'url originale il 1º novembre 2019). Ospitato su https://www.dmgh.de.
- (LA) Georg Heinrich Pertz (a cura di), Chronica et annales ævi Salici, in Monumenta Germaniæ Historica, volume VI, Hannover, Impensis Bibliopolii Aulici Hahniani, 1844. URL consultato il 2 novembre 2019 (archiviato dall'url originale il 1º novembre 2019). Ospitato su https://www.dmgh.de.
- (LA) Giovanni Collino (a cura di), Le carte della prevostura d'Oulx raccolte e riordinate cronologicamente fino al 1300, Pinerolo, Già Chiantore-Mascarelli, 1908. URL consultato il 2 novembre 2019. Ospitato su https://www.gallica.bnf.fr.
- (LA) Ulysse Chevalier (a cura di), Cartulaire de l'abbaye de Saint-André-Le-Bas-de-Vienne, in Collection de cartulaires dauphinois, volume I, Lione, 1869. URL consultato il 2 novembre 2019. Ospitato su https://www.gallica.bnf.fr.
- Domenico Carutti (a cura di), Il conte Umberto I (Biancamano) e il re Ardoino : ricerche e documenti, seconda edizione, Roma, Ermanno Loescher & Co., 1884. URL consultato il 2 novembre 2019. Ospitato su https://www.archive.org/.
- (LA) Marie Claude Guigue (a cura di), Petit cartulaire de l'abbaye de Saint-Sulpice en Bugey, Lione, Mougin-Rusand, 1884. URL consultato il 2 novembre 2019. Ospitato su https://www.archive.org/.
- (LA) Domenico Carutti (a cura di), Regesta comitum Sabaudiæ, Torino, 1889. URL consultato il 2 novembre 2019. Ospitato su https://www.archive.org/.
- Luigi Cibrario e Domenico Casimiro Promis (a cura di), Documenti sigilli e monete appartenenti alla storia della monarchia di Savoia, Torino, Stamperia Reale, 1833. URL consultato il 2 novembre 2019. Ospitato su https://www.books.google.it/.
- Rodolfo il Glabro, Cronache dell'anno mille. Storie, a cura di G. Cavalli e G. Orlandi, prefazione di Guglielmo Cavallo, Milano, Mondadori, 1989, ISBN 9788804298830.
- (EN) Charles Cawley, Savoy, su fmg.ac, Foundation for Medieval Genealogy. URL consultato il 29 ottobre 2019.

### Letteratura storiografica
- (FR) Samuel Guichenon (a cura di), Histoire généalogique de la royale maison de Savoie, Lione, Guillaume Barbier, 1660. URL consultato il 2 novembre 2019. Ospitato su https://www.gallica.bnf.fr.
- (FR) Victor Flour de Saint-Genis (a cura di), Histoire de Savoie, d'après les documents originaux, volume I, Chambéry, Bonne, Conte-Grand et C.e, 1868. URL consultato il 2 novembre 2019. Ospitato su https://www.gallica.bnf.fr.
- (FR) Marie Georges de Manteyer, Les origines de la maison de Savoie en Bourgogne (910-1060) (PDF), in Mélanges de l'école française de Rome, vol. 19, Roma, École française de Rome, 1899,  pp. 363-540. URL consultato il 2 novembre 2019.
- (EN) Charles William Previté-Orton, The early history of the house of Savoy (1000-1233), Cambridge, Cambridge University Press, 1912. URL consultato il 2 novembre 2019. Ospitato su https://www.archive.org/.
- Decio Cinti, I Savoia dalle origini della dinastia ai nostri giorni. Cenni biografici e storici con numerose illustrazioni, Milano, Casa Editrice Sonzogno, 1929.
- Maria José di Savoia, Le origini di Casa Savoia, in Oscar storia, Milano, Mondadori, 2001, ISBN 8804498625.